# Calothamnus accedens
Calothamnus accedens är en myrtenväxtart som beskrevs av Trevor J. Hawkeswood. Calothamnus accedens ingår i släktet Calothamnus och familjen myrtenväxter. Inga underarter finns listade i Catalogue of Life.